# هیت من (فیلم ۲۰۲۳)
هیت من (انگلیسی: Hit Man) یک فیلم کمدی رمانتیک آمریکایی محصول ۲۰۲۳ به تهیه‌کنندگی و کارگردانی ریچارد لینکلیتر است که فیلم‌نامه آن را با گلن پاول نوشته است. پاول، آدریا آرجونا، آستین آملیو، رتا و سانجی رائو در این فیلم به ایفای نقش پرداخته‌اند. داستان آن یک پیمانکار پلیس مخفی از نیواورلئان را دنبال می‌کند که به‌عنوان آدم‌کش قابل اعتمادی ظاهر می‌شود و سعی دارد یک زن نیازمند را نجات دهد. ایدهٔ اصلی فیلم بر پایهٔ داستان واقعی یک استاد کالج بود که در اواخر دهه ۱۹۸۰ و ۱۹۹۰ برای پلیس هیوستون به‌عنوان قاتل جعلی کار می‌کرد.
هیت من در هشتادمین جشنواره بین‌المللی فیلم ونیز در ۵ سپتامبر ۲۰۲۳ به نمایش درآمد. این فیلم در ۲۴ مه ۲۰۲۴ در سینماهای منتخب ایالات متحده اکران و پخش اینترنتی آن توسط نتفلیکس در ۷ ژوئن آغاز شد. این فیلم با نقدهای مثبت منتقدان روبه‌رو شد.

## بازیگران
- گلن پاول در نقش گری جانسون، استاد دانشگاه و اهل فناوری که جاسوس مخفی شد
- آدریا آرجونا در نقش مدیسون فیگوئروا مسترز، زن متأهل ناراضی که سعی می‌کند گری را برای کشتن شوهرش استخدام کند
- آستین آملیو در نقش جاسپر، یک پلیس مخفی
- رتا در نقش کلودت، افسر پلیس
- سانجی رائو در نقش فیل، افسر پلیس
- مالی برنارد در نقش آلیشیا، همسر سابق گری
- ایوان هولتزمن در نقش ری، شوهر سابق مدیسون

## تولید
پیش از بازار فیلم کن ۲۰۲۲، هیت من به عنوان یک فیلم جدید برای فروش بین‌المللی اعلام شد. فیلمنامه آن بر اساس مقاله «هیت من» نوشته اسکیپ هالندزورث که در ماهنامه تگزاس در سال ۲۰۰۱ منتشر شد، به دست ریچارد لینکلیتر و گلن پاول نوشته شده است که به ترتیب کارگردان و بازیگر آن نیز بودند. این مقاله داستان واقعی گری جانسون، استاد کالج را روایت می‌کند که در اواخر دهه ۱۹۸۰ و ۱۹۹۰ برای پلیس هیوستون کار می‌کرد و وانمود می‌کرد که یک قاتل قراردادی است؛ بیشتر طرح داستانی آن تخیلی است. او با کسی رابطه نداشت و هرگز کسی را نکشت. او در سال ۲۰۲۲ درگذشت و تقدیم‌نامه‌ای پیش تیتراژ پایانی به نام او وجود دارد: «تقدیم به گری جانسون، ۱۹۴۷ – ۲۰۲۲».
آستین آملیو، رتا و مولی برنارد در اکتبر ۲۰۲۲ برای بازی به پاول پیوستند. فیلمبرداری در اکتبر ۲۰۲۲ در نیواورلئان آغاز شد، و تولید آن در نوامبر به پایان رسید.

## انتشار
هیت من نخستین نمایش جهانی خود را در هشتادمین جشنواره بین‌المللی فیلم ونیز در ۵ سپتامبر ۲۰۲۳ داشت. پس از آن نخستین نمایش آن در آمریکای شمالی در جشنواره بین‌المللی فیلم تورنتو (TIFF) در ۱۱ سپتامبر ۲۰۲۳ انجام شد. همچنین در ۶ اکتبر ۲۰۲۳ در جشنواره فیلم بی‌اف‌آی لندن به نمایش درآمد
نتفلیکس حق پخش این فیلم را به مبلغ ۲۰ میلیون دلار در جشنواره بین‌المللی فیلم تورنتو به دست آورد و آن را به بزرگ‌ترین معامله فیلم جشنواره و سال ۲۰۲۳ تبدیل کرد و برنامه‌هایی برای اکران در سینما نیز داشت. این فیلم در ۲۴ مه ۲۰۲۴ در سینماهای منتخب ایالات متحده اکران شد. سپس پخش در نتفلیکس از ۷ ژوئن ۲۰۲۴ آغاز شد.